# Eduard Herbst
Eduard Herbst (Vienna, 1820 – 1892) è stato un politico austriaco.
Ministro della giustizia nel governo boemo di Karl von Auersperg (1868-1870), oppose una grande potenza al progetto di invasione della Bosnia ed Erzegovina, tantoché provocò la caduta del governo.